# Констанція Гогенштауфен
Констанція (Анна) Гогенштауфен (1230 — 1307) — нікейська імператриця.

## Життєпис
Походила з династії Гогенштауфенів. Донька Фрідріха II, імператора Священної Римської імперії та Бьянки Ланчії. Народилася у 1230 році, отримавши ім'я Констанція. Деякий час вважалася позашлюбною дитиною, оскільки її мати на час народження Констанції була коханкою імператора. Шлюб батьків Констанції відбувся наприкінці 1233 або на початку 1234 року. Тоді ж було узаконено статус Констанції Гогенштауфен.
У 1244 році з метою зміцнення союзу між Священною Римською імперією та Нікейською імперією відбувся шлюб Констанції з Іоанном III. Тоді ж перейшла до православ'я, змінивши ім'я на Анна. Оскільки імператриця була доволі молода, то її гувернантка Мархеза делла Фрікка стала коханкою імператора Іоанна III. В цьому шлюбі не було дітей.
У 1254 році помирає чоловік Констанції-Анни, яка залишилася в Нікеї. На думку дослідників її могли використовувати як посередницю у відносинах із західними державами і заручника щодо її брата Манфреда, короля Сицилії. Анна перебувала в Нікеї до відновлення Візантійської імперії та захоплення Константинополя греками у 1261 році. В цей час вона відмовилася стати коханкою візантійського володаря Михайла VIII Палеолога. Відтоді Анна перестала допомагати новому імператорові щодо відносин із Сицилію. Тому її тримали вже як суто заручницю.
1263 року Констанцію-Анну обміняли на військовика Олексія Стратегопула, що перебував у полоні в сицилійців. Після цього Констанція знову прийняла католицтво й стала мешкати при дворі короля Манфреда. У 1266 році після поразки і загибелі останнього у війні з Карлом Анжуйським, Констанція Гогенштауфен перебралася до родичів — володарів Арагонської держави. Деякий час мешкала при дворі короля Хайме I, але згодом стала черницею в одному з монастирів Валенсії. Тут колишня імператриця померла у 1307 році.